# ゲイ・タウン

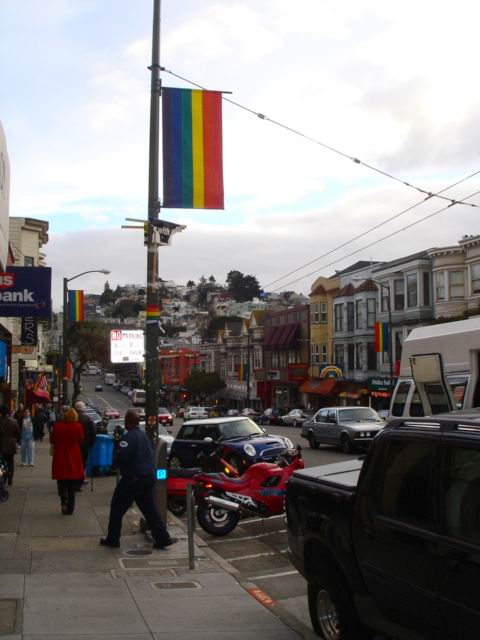
サンフランシスコ市内のゲイ・タウン「カストロ通り」

ゲイ・タウンとは、同性愛者が集まる地域、ゲイを対象としたショップやゲイバーなどが多い所、または多くのゲイやレズビアンが住んでいる地域のことである。

## 日本のゲイ・タウン

### 概略
日本では、東京・新宿二丁目と大阪・堂山町、名古屋・池田公園が3大ゲイ・タウンとして知られている。東京の新宿二丁目以外のゲイ・タウンは上野・浅草が比較的大きく、歴史も古い。新橋も近年は急速にゲイバーが増えている（後述）。池袋や渋谷などその他のエリアにはゲイバーなどがいくらかあるが、それほど多く集まっているわけではなく、ゲイ・タウンではなくゲイ・スポットと呼んだほうが実態に近い。
大阪はキタ（堂山）だけではなく、ミナミ（旧・新歌舞伎座の裏=難波4丁目）と新世界の3つがゲイ・タウンとして知られている。そのほか名古屋（池田公園・女子大小路/伏見駅・納屋橋）、博多（住吉/春吉）・小倉（紺屋町）、札幌（すすきの南西）、広島（流川）、那覇（桜坂）などにも比較的多くのゲイバーがあり、ゲイタウンの規模は都市の人口に概ね比例している。日本においてゲイ・タウンは大きなターミナル駅の駅前や中心街から、一定程度離れた場所にできていることが多い。
世界のゲイ・タウンにはゲイのシンボルである「レインボー・フラッグ」を掲揚し、街を盛り上げようとしている所もある。新宿二丁目でも2000年から「レインボー祭り」が開催されている。
近年、新宿2丁目などのゲイ・タウンには異性愛女性客や一般向けチェーン店が急増し、ゲイの居場所が奪われつつある。そこに2008年の地下鉄副都心線新宿三丁目駅開設に伴う土地バブルが追い打ちをかけ、街には再開発の波が押し寄せ、撤退に追い込まれるゲイバーが続出。ゲイ・タウン2丁目の存続を危ぶむ声が上がり始めている。一方で豪州ではゲイバーへの女性客の入店を合法的に制限することが認められた。その理由は異性愛女性がゲイを捕食し、ヘテロにしようとして不安におとしいれるからというものだった。

### 歴史
江戸時代中期（元禄年間）頃には少年たちが男色を売る陰間茶屋（上方では若衆茶屋）といわれる、今でいう売り専バーに近い形態のゲイバーがあり、遊女ならぬ色若衆と呼ばれる少年たちも現れた。少年を置いた遊廓は京、大坂、江戸に多数あり、江戸では芝居小屋が多かった日本橋の葭町(現日本橋人形町1-3丁目)、堺町・葺屋町（現日本橋人形町3丁目）、今の上野に近い湯島天神門前町、芝神明門前（現港区芝大神宮）などに陰間茶屋が集中した。京は宮川町、大坂は道頓堀などが有名だった。安永4年（1775年）に出された平賀源内『男色細見』は陰間茶屋のほか、発展場の案内書ともいわれており、江戸時代には既に発展場はあったと見られている。
日本近代に入った頃には薩摩藩などで衆道が盛んだったことなど一部を除いて、それまでの衆道文化は徐々に衰退する。それでも大正時代頃に男色は江戸時代のスケールで復活し、戦前の一時期は上野の森に男娼が屯していたことが知られている。大正年間にも発展場はあり、江戸川乱歩「一寸法師」には深夜の浅草公園に屯すゲイが生々しく描かれていて、その浅草は戦前の男色世界の中心でもあった。
終戦直後は都内では上野公園界隈、大阪では阿倍野区旭町/天王寺公園が「男娼の森」と呼ばれ、同性愛者が集まる場所として風俗雑誌などで取り上げられることがあった(後述)。日比谷公園や日活名画座（現在、新宿丸井）もゲイの出会いの場になっていて、信濃町駅最寄の権田原(ごんだわら)という公園のような場所も1960年代当時、東京で最も有名な出会いの場だった。
ゲイバーは終戦直後は、新橋に「やなぎ」（1945年）が開店したのを始め、各繁華街に数店ずつ点在していた程度だった。その中には銀座「ブランスウィック」、神田（の前は日本橋）「シレー」や「シルバードラゴン」（1949年）、上野「市蝶」、新宿角筈「夜曲」（1956年には既にあり）、新宿要町「イプセン」（1951年）、浅草の「博多屋」（1953年には既にあり）や「玉辰」などがあった。それが1961年頃に浅草玉辰がなくなった辺りから、ゲイバーが集まるエリアは、上野、池袋、新宿などいくつもセンターができ始めた。新宿では1950年代には要町、千鳥街、花園街界隈（区役所通り、三光町など含む）にゲイバーが集まっていた。
以後、1960年代半ば頃から東京では現在のエリアの二丁目が、大阪は後に堂山がゲイタウンとして注目を集めていった。
以下では地域ごとのゲイタウンの詳細について記す。

## 日本の主なゲイ・タウン

### 東京
現在、東京では下節で触れるエリアでゲイタウンやゲイスポットを形成している。因みに1986年発行の「オトコノコノためのボーイフレンド」（少年社）には、ゲイバーが集まる街として紹介されているのは、新宿二丁目、上野、浅草、池袋の4ヶ所だった。

#### 新宿二丁目
二丁目のメインストリート「仲通り（なかどおり）」を中心にゲイバーなどが密集している。ただ実際は新宿三丁目や五丁目など、二丁目周辺にもゲイバーなどのゲイスポットが点在しており、ゲイタウンの範囲は「二丁目を中心としたエリア」ということになる。また二丁目から離れた歌舞伎町、西新宿（新宿駅西口）、北新宿・大久保、代々木（新宿駅南口）エリアなど比較的広範囲にゲイスポットがある。2008年の地下鉄副都心線の新宿三丁目駅開設をきっかけに、ゲイタウンの存続を危ぶむ声も上がり始めている（後述）。ゲイ雑誌「badi」のオフィスは新宿2丁目にある。
店舗
- 2012年現在、約450軒ほどのゲイバーがあるといわれている[14]。通常のゲイバーやイベントを行うクラブ、ゲイグッズを扱うゲイショップ、同性同士で利用可能なホテルなどが占める。
- ゲイ・イエローページ「Gclick」（2013年）だと、2丁目エリアにあるゲイバーは274、ゲイ系トータルでは402店（西新宿・歌舞伎町・代々木・北新宿含めず）となっている[15]。それに加えて、ゲイ出版社など非店舗系のゲイ企業や、ビアンバー30店ほどがある。因みに西新宿はゲイ系店舗が18、歌舞伎町は17、北新宿・大久保は14、代々木は9店立地している[内訳 1]。

映画館とメンズ館
- 以前はゲイポルノ映画館が2丁目ではないが、歌舞伎町や駅東口などに数館あったが閉館した。東口駅前の一般映画館、新宿武蔵野館ではゲイ映画が比較的よく公開される。伊勢丹メンズ館や新宿マルイメンは二丁目に近接したエリアにあることが成功した一因と言われ、ゲイ御用達となっている。

歴史
- 現在のゲイ・タウン二丁目の歴史は、1960年代半頃から始まると言われ、空家となった元赤線の店などを利用してゲイバーが営業を始め、徐々にその数を増やしていったとされる。その前の1950年代には要町（現・新宿3丁目）、千鳥街（新宿御苑近く）、花園街（現・歌舞伎町ゴールデン街）界隈にゲイバーが集まった飲み屋街があった。その後もディスコやクラブなどができていき、今日に至っている。

文学や映画と二丁目
- 文学・映画・ドラマなどでも二丁目は登場し、新宿二丁目を舞台にした比留間久夫の小説『YES・YES・YES』、二丁目でもロケが行われた中島丈博監督の『おこげ』（1992年）、二丁目のゲイバーがモデルの店が出てきて、ゲイの苦悩などを全編に渡って描いた日本テレビ系連続ドラマ『同窓会』などがある。

現在
- 2008年に地下鉄副都心線の新宿三丁目駅が開設したことで、二丁目界隈でミニバブルが発生。ゲイバーが入る不動産家賃が上昇し、折からの不況もあって経営難に陥り、閉店する店が増えた。異性愛者向けの店舗も激増しており、ゲイカルチャーの衰退やゲイタウンとしての存続を危惧する声が上がっている。薔薇族2代目編集長の竜超氏は「消える新宿二丁目」（彩流社）で、「ゲイの街二丁目は、今や風前の灯」にあるとして、警鐘を鳴らしている[3]。

#### 上野・浅草
上野・浅草エリアは都内では新宿二丁目に次ぐゲイタウンである。男らしい野郎系や年配者、ふくよかな人が集まる店が多い（若専の店もある）。
上野
上野駅の入谷口界隈にゲイ・タウンがあり、同駅と昭和通り（首都高高架）に挟まれた上野7丁目と、高架の外側（浅草側）の東上野3・4・5丁目を中心としたエリアにゲイバーなどが多く集まっている。上野エリア全体ではゲイバーだけで95軒に達し、ゲイ系店舗トータルでは123店になる。この内、高架を挟んで近接したこのエリアだけで102店（上野7丁目58、東上野3~5丁目44）が集中している。このほか上野駅から少し離れた御徒町駅や稲荷町駅周辺などにもゲイ系店舗がいくらか点在している。また駅前の一般向け書店でもゲイ雑誌やゲイ写真集が比較的大きなスペースで置かれていることがある。
上野がゲイタウンとして注目され始めた歴史は二丁目より古い。戦前の一時期に「上野公園」に男娼がたむろしていたことが知られており、戦後初期から1970年代初頭の同性愛資料や風俗雑誌などにも上野が男娼やゲイが集まる街として取り上げられている。因みに終戦直後は女装男娼が集まったが、1950年代頃は女装しない男娼が圧倒的多数を占めるようになっていた。女装男娼は1948年（昭和23年）11月22日の警視総監殴打事件を契機に他の繁華街に散っていた。1960年代頃は国鉄と地下鉄を結ぶ道路にゲイバーが3店ほどあり、いつも満員だったという。上野・浅草にゲイが集まったのは近代以降、東京で最初に栄えたのが上野・浅草だったことや、江戸時代(元禄年間)に陰間茶屋が集まった湯島天神付近や日本橋葭町に近かったことなどが関係しているとみられる。戦後は交通の要衝が新宿にシフトしていく過程で、二丁目が注目を浴びるようになったものと思われる。
ゲイ・ポルノムービーを放映していた大蔵映画系の『世界傑作劇場』（1980年代前半頃開館）はゲイの出会いの場としても有名だったが、2009年に一旦閉館し、上野特選劇場に運営が統合され2010年にリニューアルオープンしている。そのほか上野大番と24会館があることで知られる。浅草に最初に出店したのは大番だったが、後から24会館が浅草に出店（大番の南側）。それに対抗して浅草24方面への客をブロックすべく大番が上野駅の南側に出店したのも束の間、24会館も浅草大番への客をブロックしようと上野駅の北側に出店して対抗した。他に鶯谷の一条も60年代頃から続いている。
御徒町にあったゲイショップ「アテネ上野店」（現在閉店）はゲイビデオ「アテネオリジナル」を制作していたことで知られ、ゲイ雑誌アドン創刊時に出資もしている。かつては砂川屋、大宝（大宝サウナ）、双美家、大泉といった、1950年代から70年代にできた旅館群があった。
多様なゲイが集まるが、中でも野郎系が多く、またデブ専やフケ専の間では聖地とされている。
浅草
一方、少し離れた浅草は、東京メトロ銀座線・都営地下鉄浅草線・東武伊勢崎線（東武スカイツリーライン）の浅草駅 と 首都圏新都市鉄道つくばエクスプレスの浅草駅に挟まれた2・3丁目エリアを中心にゲイバーなどが集まっている。店名が「おきな」「お富」「雷」「風じん」など、江戸情緒を感じさせる店もあり、フケ専の店が多い。東京でのサウナの草分け的な浅草大番や24旅館（後の24会館）が1970年代頃からの歴史があり有名。現在（2013年時点）ゲイバーは67店、ゲイ関連店舗トータルでは80店が立地している。
浅草の男色の街としての歴史は古く、戦前は男色世界の中心だった。江戸川乱歩「一寸法師」（1926年）にも深夜の浅草公園に集まるゲイたちが出てくる。戦後は1953年には「博多屋」というゲイバーが営業していて（開店年不明）、1950年代頃は「玉辰」というゲイバーも有名だった。玉辰は中年が多く居酒屋の風情で、坊やという若い太った子が取り仕切っていた。ボーイや客同士とも遊べ、2階に休める部屋がいくつかあり、そこを利用する時はマスターとの暗黙の了解で別料金がかかった。1961年頃同店は閉店した。
浅草はフケ専の間では聖地とされている。

#### 新橋
新橋は戦後初のゲイバー「やなぎ」（1945年）が烏森神社の参道に開店したことで知られる。現在は主に新橋駅南西の烏森口方面にゲイバー等が集まっており、土地柄からビジネスマンや年配者の店が比較的多い。かつてはゲイバーの数は多いといえなかったが、近年は急激に数を増やし、「Gclick」によるとゲイバーの数は66店、ゲイ系トータルで74店になる。1998年のBadiのイエローページにはゲイバーは15店しかなかった（但し、未掲載のバーもあった可能性があるが未検証）ことを考えれば驚異的な伸びといえ、新宿二丁目、上野・浅草エリアに次ぐ第3のゲイタウンとして急浮上している。かつて「銀座ビジネスイン」があった。

#### 池袋
池袋は西口と東口に約半分ずつゲイバーがいくらか集まったエリアがあり、かつては都内で新宿二丁目、上野・浅草に次ぐ第3のゲイエリアと呼ばれた。三島由紀夫「肉体の学校」（1963年）には池袋の「ヒアンシンス」というゲイ・バアが登場する。この作品は映画化もされているが、モデルとなる店があったか等については不明である。因みに1961年に西口の世界館という映画館の前に「ノエル」（開店年不明）というホストバーがあった。かつては南池袋に1958年に開店した「西武園」（後に西武苑）があり（2000年前後閉店）、東池袋の日勝地下映画館もゲイが集まる場として有名だった。
1973年には「陣屋（JIN-YA）」（旧泉）もオープンしており、浅草・上野・新宿「大番会館」、浅草「24会館」と並び古くから続く歴史がある。「エルドラド」というゲイバーも有名で、1990年代になると「クラブハウス」などのビデオボックスや、ゲイショップ「BIG GYM」池袋店がオープンしている。
2013年時点で、西口は東京芸術劇場周辺や、ロサ会館のある北西エリアなどに19店、東口は明治通りの北側の歓楽街を中心としたエリアなどに13店のゲイ関連店舗があり、トータルでは35店となっている。内訳はゲイバー21、ショップ系3などである。かつて野郎系ビデオメーカー「Bプロダクト」のオフィスもあった。

#### 中野
ゲイスポットとしての中野
中野は都内の中央線沿線では新宿に次ぐゲイスポットであり、新宿がゲイにとっての繁華街であるならば、ゲイにとってのベッドタウンの一つになっている。かつて老舗ビデオボックス「ロン」（丸ノ内線新中野）が有名だった。2012年で21回目を数える「東京国際レズビアン&ゲイ映画祭」は1992年に中野サンプラザの会議室で始まった。またゲイ雑誌「G-men」とマンハウスのオフィスは中野区内にある。現在はゲイ関連の25店があり、内訳はゲイバー6などである。その他にもレズビアンバーやMtFやFtXのカフェ、LGBT関係の団体の事務所などがある。なお、中野のゲイバーは地元客が多く、地域のゲイ・コミュニティの核となっているところもある。かつてミニシアター系中野武蔵野ホール（閉館）では一般のゲイ映画がよく単館上映されていた。
中野区のLGBT行政
任命制の区長の発言としては大阪市淀川区長が地元のゲイの区民に向けてのLGBT支援宣言を行っており、公選の首長では、札幌市長が地元のパレードにおいて来街者のLGBT向けの発言を、世田谷区長や渋谷区長がLGBT住民向けの発言をしているが、中野区長もLGBTの住民向けの発言を公開の屋外イベントや区議会の答弁の中で行っている。その背景には同性愛者を含むLGBTの有権者の存在が無視できないものとなっていることもある。
中野区長の発言には、同区内のゲイ／ビアンバー、団体の事務所などに実際に足を運び、区内のLGBT区民との意見交換を行った経験が反映されている。また、ゲイの当事者区議会議員（石坂わたる）がいることに加え、2014年の区長選挙で自民党・公明党・みんなの党・維新の党推薦で4期目の当選をした田中大輔区長が2016年制定の「新しい中野を作る10か年計画（第三次）」や2018年制定の「中野区男女共同参画基本計画（第四次）にLGBTに関する計画を明記し、2017年制定の「ユニバーサルデザイン推進条例」の考え方をもとに、2018年8月からの同性パートナーシップ制度の開始を決定した。また、2018年の中野区長選挙では自民党・公明党・日本維新の会推薦（この他に様々な区内団体とともに、LGBT当事者の政治団体であるEMA日本基金が推薦）で５期目の当選を目指す田中大輔区長の応援に、国会における超党派の「LGBTに関する課題を考える議員連盟」会長の馳浩衆議院議員や、自民党内に「性的指向・性自認に関する特命委員会」を立ち上げた稲田朋美衆議院議員が駆け付けた。
なお、田中大輔区長が5期目を目指した2018年の中野区長選挙においては、中野区のLGBT当事者団体である「中野LGBTネットワークにじいろ」が行った区長選挙アンケートでは、立候補4氏のうち、酒井直人（元中野区課長）、田中大輔（現職区長）、市川稔（元自民党区議会議員）の3名が回答し、温度差はあるもののいずれもおおむねLGBTに対して好意的な回答を示していた。また、トップ争いをしていた酒井の陣営と、田中の陣営は候補者本人も支援者もLGBTに関する施策や考え方を競い合う状況が生じた。
区長選挙は6月10日に行われ、現職の田中が選挙公報や法定ビラでも同性パートナーシップ制度を大きく掲げていたものの、多選批判などに晒される中、立憲民主党、共産党、生活者ネットワーク、国民民主党などの推薦を受けた酒井が、レズビアン当事者である尾辻かな子衆議院議員（大阪2区選出・立憲民主党）の強力な応援を受けて勝利。田中大輔区長は自ら決めた同性パートナーシップ制度の第1号登録者の認定をする前に区長の職を失うこととなった。
中野区では区役所の直営の事業や区から民間への委託事業などで、同性カップルも利用できるDV相談（区役所2階15番窓口）や防災緊急連絡先カードの配布（区役所8階13番窓口）、同性カップルも利用できる二人暮らしのための住替え支援（区役所9階4番窓口）、LGBTの相談実績のあるメンタル・ヘルスなどの相談支援（中野区社会福祉会館6階）、HIVの通常検査・即日検査（中野保健所2階）、HIV陽性者の就労相談（中野区障害者福祉事業団）などの事業を、ゲイの区民も利用しやすい形で行っている。また、区内で行われるLGBT関係のイベントについて中野区や、中野区社会福祉協議会が後援をという形で関わったり、中野ボランティアセンターが主催で啓発企画を行った前例がある。
2014年の東京レインボーウィークでは、中野駅前広場でのゲイイベントや、中野駅ガード下でのLGBTの写真展の開催が行われた（中野駅前広場でのゲイイベントは地元のケーブルテレビ（J:COM）でも、ニュース番組「デイリー･中野」の中でその様子が放映された）。さらに、中野区と実行委員会が主催する「なかのまちめぐり博覧会2014」では、数ある企画のひとつとしてセクシュアルマジョリティの区民向けの「LGBTってなに？」という企画も区内の当事者団体の運営によって行われた。2017年には日本エイズ学会学術集会・総会とTOKYO AIDS WEEKS がゲイ及びHIV陽性者が数多く暮らす中野で開催され、区役所庁舎の外壁に7.5m×12.5mの巨大なレッドリボンの横断幕が掲示された他、中野駅北口と駅前の中野サンモール商店街にレッドリボンのバナーが掲示された。
中野区の大学とLGBT
中野区に移転をした明治大学国際日本学部のゼミの一つが年に一回行っている「ヒューマンライブラリー（人を貸し出す図書館）」では、様々な社会的マイノリティを図書館で本を借りるような感覚で30分間の貸し出しを行っているが、その中にはゲイやトランスジェンダー、パートナーと共に子どもを育てているレズビアンなどが含まれ、数多くのLGBTの話を聞ける構成となっている。
また、中野キャンパス限定ではないが、中野区内の大学としては、明治大学に大学仮公認ゲイサークル「ArcoIris 」が存在する。

#### その他（東京）
渋谷
渋谷は西・東口などにゲイバー等が点在しており、2013年時点でゲイバー8、ゲイ系トータルで15店である。1975年に円山町に「千雅」ができて、後の直木賞作家・胡桃沢耕史が薔薇族に「ノンケ紳士のゲイホテル潜入記」（1975年11月号）を書いたことがきっかけで有名になったが、1980年代に閉店した。
その他
その他のエリアではゲイ関連店が、西新宿（新宿駅西口）18店（ゲイバー2、他はショップなど）、歌舞伎町17店（ゲイバー4、ショーパブ2など）、北新宿・大久保14店、高田馬場10店（ゲイバーなし）、代々木（新宿駅南口）9店（ゲイバーなし）、銀座・蒲田（ゲイバー4など）・大井町（東大井、ゲイバー5）・八王子（ゲイバー4など）各5店、高円寺4店（ゲイバー2）、赤羽（ゲイバー1）・六本木（ショーパブ1）各2店（それぞれ2013年時点）などとなっている。

### その他の関東

#### 横浜（通称：野毛、または桜木町）
神奈川県内では、JR・横浜市営地下鉄桜木町駅と京急日ノ出町駅に挟まれた横浜市野毛町と宮川町を中心としたエリアが、昔から比較的大きなゲイタウンとして知られている。とりわけ平戸桜木道路と大岡川に囲まれた歓楽街一帯と野毛坂（病院のある交差点）周辺に多くの同性愛者向け施設が点在している。野毛の歓楽街には約50店のゲイバーがある。店によっては日ノ出町駅から行った方が近い。ゲイ専門の成人映画館「横浜光音座」もある。異性愛者向けの歓楽街としての顔の方が大きいので、一見してゲイ・タウンであるとは気づきにくい。横浜ロック座の裏手にあるゲイ向け旅館「野毛童安寺」が古くからの歴史があり有名（1970年代には既にあった）。

#### その他
埼玉県では大宮、浦和、西川口、川越、千葉県では千葉市などにもゲイバーなどがある。Gclickによると埼玉県内にはゲイ関連店舗が24ヶ所、千葉県には15ヶ所、茨城県には8ヶ所、栃木県は5ヶ所、群馬県は4ヶ所ある。別のソースでは、ゲイバー・売り専ホスト数は、西川口3、浦和2、川越2、千葉市5、群馬県高崎市3店などとなっていた。

### 大阪
大阪では終戦直後、阿倍野区旭町が「男娼の森」と呼ばれていた。現在は堂山、ミナミ（難波四丁目周辺）、新世界にゲイタウンがある。

#### 堂山
大阪では堂山が新宿二丁目と並びゲイタウンとして有名である。堂山町は梅田駅の東側に位置し、新御堂筋とJR大阪環状線高架に直角に囲まれた南東エリアで、この界隈を中心にゲイバーなどが集まっている。高架の北側や梅田駅の一つ北隣りのOsaka Metro御堂筋線中津駅南などにもゲイ系店舗が点在している。堂山は通称であり、所在地でいうと堂山町を中心に神山町・兎我野町・万歳町のコアエリア、高架北側エリア、Osaka Metro中津駅・梅田芸術劇場近くの中津1丁目・豊崎、堂山町の南側の曾根崎・曽根崎新地などに広がる。
現在はゲイバー154、ゲイショップ10、アパレル3、ゲイ関連店舗トータルで230店ある（非店舗系のゲイ系企業やビアンバー含めず）。この内、新御堂筋とJR高架に囲まれた堂山町を中心としたコアエリアだけで183店が集中している。コアエリアはゲイバーが多く、高架北側や中津には非ゲイバーが多い。
1980年代頃の堂山は「クリストファー」というゲイディスコと「GYM」というサウナが有名だった。クリストファーの客層は10代-20代中頃までで、当時の大阪のゲイの若者の多くはクリストファーでデビューし、そこで夜遊びを覚えてGYMに通った。「東梅田ローズ（劇場）」（2011年6月26日閉館）も年配者が比較的多いゲイ映画館として有名だった。
現在は大吉梅田寮が有名であり、豊崎にはゲイAVメーカー、KOカンパニーとG@MESの本拠がある。少し離れた淀川区新高にもアイダックス（バナナランド）がある。また90年代に人気を博したゲイAVメーカー、オフィス・カワサキ（神山町）、アッシュ（豊崎）、illusion（西中島）もあった。ゲイに特化した街というわけではなく、ストレート向けの店などにゲイバーが混在しているところが新宿二丁目と異なる。国内初のゲイポルノ専用映画館として有名だった梅田ローズ劇場（旧・東梅田ローズ（劇場））は2011年6月26日に閉館（但し2012年に新世界に「日劇ローズ」として復活）。さらに北欧館も、2023年3月31日限りで廃業した。

#### ミナミ（難波4丁目を中心としたエリア）
大阪はキタ（堂山）に対して、ミナミにも比較的大きなゲイタウンがあり、年配者の店が多く若専の店は少ない。
御堂筋と2つの高速道路高架（阪神高速1号環状線と阪神高速15号堺線）に囲まれたトライアングル地帯にある、難波4丁目を中心としたエリアにゲイバーが多く集まっている。ここは1958年に開館した新歌舞伎座（2010年上本町に移転）の裏にあり、所在地でいうと難波4丁目と難波中1丁目にあたる。ここの周辺の元町1・2丁目、道頓堀2丁目、日本橋駅に近い千日前1・2丁目と日本橋1・2丁目、東心斎橋1・2丁目と西心斎橋などにもゲイ系店舗が点在している。
現在、ゲイ関連店舗トータルで60店になり、ゲイバーが約40店を占める。この内、高架（阪神高速1号環状線）を挟んで隣接したコアエリア（難波4丁目と難波中1丁目）だけで43店が集中している。心斎橋には複数の女装系の店を含めて、ゲイバーなどが6店ほどある。小さく個性的でアクの強い店が多いのがミナミの特徴といわれる。かつて「ADAN」というサウナが有名だった。
因みに、難波ゲイタウンの中心からやや北の道頓堀は、江戸時代に歌舞伎などを演じる「道頓堀五座」などの劇場ができ始め、｢陰間｣（少年）が接待したり、若衆茶屋が集まっていたことで有名だった。
ゲイビデオ黎明期の1983年に設立されたゲイビデオメーカー「Y.B.SPORTS」は、このエリアに比較的近い南船場にあった。大阪に本拠を構える商業ゲイ雑誌がなかったこともあり、難波ゲイ・タウンの歴史について知るのは非常に難しい。

#### 新世界（浪速区恵美須東1丁目を中心としたエリア）
新世界には大阪で第3のゲイスポットがあり、通天閣の北側（恵美須東1丁目）を中心としたエリアにゲイバーなどが集まっている。因みに難波と新世界は直線距離では1キロ強ほどしか離れていない。現在、ゲイバー25、ゲイ関連店舗トータルでは32店となっている。
2011年の東梅田ローズ劇場の閉館で大阪にゲイ映画館が不在になっていたが、新世界に「日劇ローズ」として2012年に復活した。また開店したのが1950年（昭和20年）代ともいわれるゲイ専用旅館の草分け的存在、「竹の屋」が有名だった。ここには各界の著名人が多数お忍びで訪れ、その中には三島由紀夫もいた。竹の屋の成功に触発され後に全国に同様の旅館が増えていったが、同旅館は2005年頃に閉店した。ほか1970年代に開館した「ビジネスイン ロイヤル」も、2023年3月をもって廃業した。
大阪の他のエリアでは新大阪駅に近い西中島（5店）や十三などにもゲイ関連店舗が複数立地している。

### その他の関西
京都（四条河原町・祇園四条駅周辺など）
京都市は阪急電鉄京都河原町駅および、同駅と鴨川を挟んで隣接した京阪本線祇園四条駅を中心としたエリアにゲイスポットがある。所在地でいうと下京区市之町・清水町、中京区鍋屋町・下樵木町などである。阪急大宮駅などその他の駅周辺や中京区中之町などにもいくらかゲイバーなどが点在している。
現在、京都市内にはゲイバーが17、ゲイショップ4、ゲイ系店舗トータルでは30店ある。ゲイビデオ会社大手のKOカンパニーもかつては京都の河原町通の清水町に本社があった（現在ゲイショップなどのみ。本社と撮影事務所は大阪に移転）。ゲイショップが多いのは、KOカンパニーとライバル関係にある東京のルミエール系列が近くに2店舗出店しているからである。
因みに京都河原町駅から程近い鴨川沿いにある宮川町は、安土桃山時代には若衆歌舞伎の小屋と茶屋が集まり、｢陰間｣（少年）が接待をする花街として栄えていた。またその後は売色専業の陰間茶屋も集まっていた。
三宮
神戸市の三宮には、三宮駅北口の加納町3・4丁目、下山手通2丁目、大通りを渡った女子大付近の山本通・中山手通などにゲイスポットがある。三宮エリアのゲイバーは15店、ゲイ関連施設トータルでは19ヶ所ほどとなっている。
その他
そのほか姫路には魚町を中心に6店のゲイバーがある。

### 北海道・東北

#### 札幌（すすきの）
札幌市の歓楽街「すすきの」の南西にゲイバーなどが集まったエリアがある。ゲイバー約30店。
北海道の他エリアには函館市と旭川市に各2店、帯広市に1店のゲイバーがある。

#### 東北
宮城県仙台市にはゲイバーが14店あり、ゲイショップが4、ゲイ系トータルで21ほどある。そのほか青森市は7、山形市5、盛岡市は4、郡山市は4、新潟市には3店のゲイバーなどがある。

### 東海・北陸

#### 名古屋（池田公園/女子大小路・伏見駅）
名古屋の中心繁華街「栄」の池田公園・女子大小路（栄4丁目）を中心としたエリアにゲイ・タウンがある。所在地でいうと、栄駅・栄町駅南東の栄4丁目を中心に、そこと隣接した3・5丁目、駅北側の錦3丁目、高速高架東側の新栄1丁目にゲイ・バーが多く集まっている。現在、名古屋エリアにはゲイバー63、ゲイ系トータルで102店あるが、この内57店がここに集中している。
栄駅の一つ隣の伏見駅の西側（名古屋駅側）を中心としたエリアにもゲイ・バーなどが25店ほど集まっている。所在地でいうと栄1丁目、錦1丁目などで、栄4丁目から離れるが徒歩圏でもある。池田公園（栄4丁目）を中心としたエリアと、この伏見駅近辺の両エリアだけでゲイ系店舗は82店になる。そのほか名駅西側（太閤通南口）の椿町などにもゲイバーがいくらかある。洲崎橋南側の「コロナクラブ（1990年代に旧ドンバラ会館から移転建替え）」は「発展場」として有名。
その他のエリアでは金山などにもいくらかゲイ系店舗がある。
早くからゲイパレードが行われた札幌や新宿2丁目などと比べると、ややお堅い土地柄だったが、2012年10月27日、名古屋初のプライド・パレード「第1回虹色どまんなかパレード」が開催された。またセクシュアル・マイノリティの祭り、「NLGR+」が池田公園で開かれている。名古屋のゲイシーンは90年代以降、ゲイのクラブイベントが盛り上がりを見せた。

#### その他の東海・北陸
静岡
静岡県は静岡市の静岡駅周辺にゲイバーなどが10店、浜松市は浜松駅周辺にゲイバーなどが8店ある。
その他
岐阜市内には3店のゲイバーを始め、ゲイ関連店舗がトータルで7店、三重は四日市などにゲイバー4、トータルで5店ある。

### 中国
岡山
岡山市はゲイバー13、ゲイ関連店舗トータルで21店ある。一般的な傾向として、歓楽街にゲイ・タウンが形成されることが多いが、県や市が風俗店などを厳しく規制しているため、岡山には歓楽街が成立しづらい。そのため岡山のゲイバー等は歓楽街に店を構えるということが少ない。また、岡山市に隣接した、岡山県第２の都市倉敷市にはゲイバーが2店舗、同性愛に関連した店が4店舗ある。一方で福山市や尾道市などといった広島県の備後からの人々は、広島市より岡山のほうが距離として非常に近いため、来岡することが多い。また、瀬戸大橋線の快速マリンライナーに乗って香川県の人々が足を運んだり、ときには姫路市以西の兵庫県の人々が訪れるなど、岡山のゲイバーには県内の人間以外の利用客も集まる傾向ある。
広島（流川）
広島市の中心繁華街・八丁堀に近い、中四国一の歓楽街「流川」にゲイバーが集まるエリアがある。2013年1月時点で、ゲイバーが30店、ゲイ関連店舗トータルでは37店となっている。全国展開していた喜楽会館の本店があることで知られている。

### 四国
高松
香川県高松市は、ことでん片原町駅の西側を中心にゲイバーが7店、喜楽会館を含めゲイ関連店舗トータルで11ヶ所ある。
その他
愛媛県松山市は二番町を中心にゲイバーなどが9店、高知市はゲイバーなどが8店となっている。

### 九州

#### 博多（住吉・春吉など）

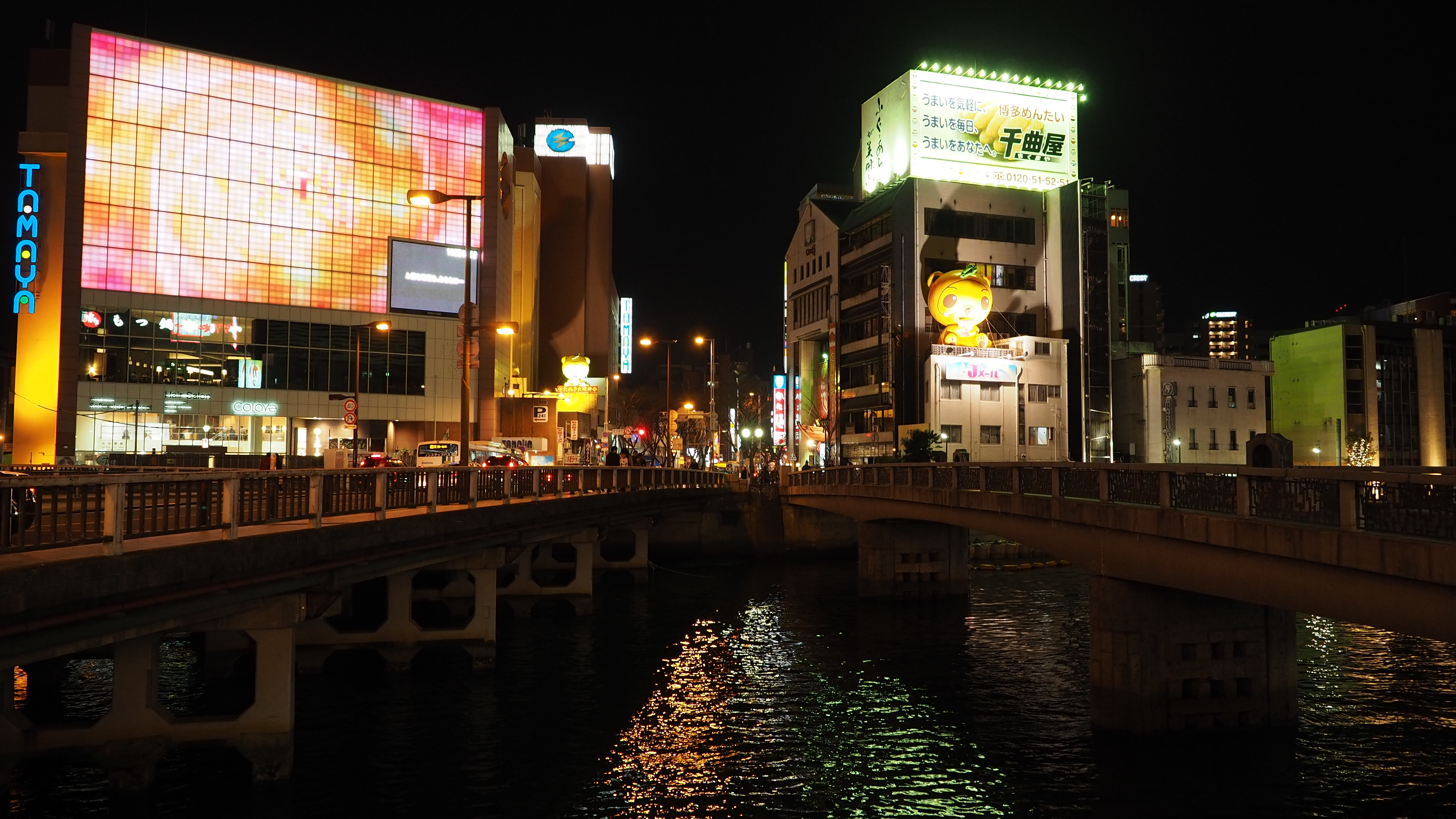
春吉

福岡市は博多駅と天神に挟まれた住吉と春吉などを中心としたエリアにゲイタウンがある。博多の中心繁華街を南北に流れる那珂川の東（博多駅側）の住吉エリアに56店（住吉54、博多駅前2）、那珂川の西（天神側）のエリアに35店（春吉18、渡辺通7、清川7など）のゲイバーを始めとしたゲイ関連施設が集まっており、トータルでは91店ほどになる。同エリアから離れた場所を含めたトータルでは101店になり、内訳はゲイバー62、ショップ系6店となっている。住吉エリアでは、博多駅（博多口）から西方向に伸びる「住吉通り」沿いの西日本シティ銀行と福岡信用金庫の間の路地「美野島通り」界隈に取り分け集中している。
福岡に拠点を置くゲイビデオメーカー「AXIS PICTURES」（旧ZEEBRA CREATIONS）は住吉にある。ゲイショップでは博多あんず屋、博多ぶどう屋などが有名だった。2007年は福岡初のGLBTパレード「クィアレインボーパレード」が開かれた（2008年も開催）。

#### その他の九州
小倉（紺屋町）

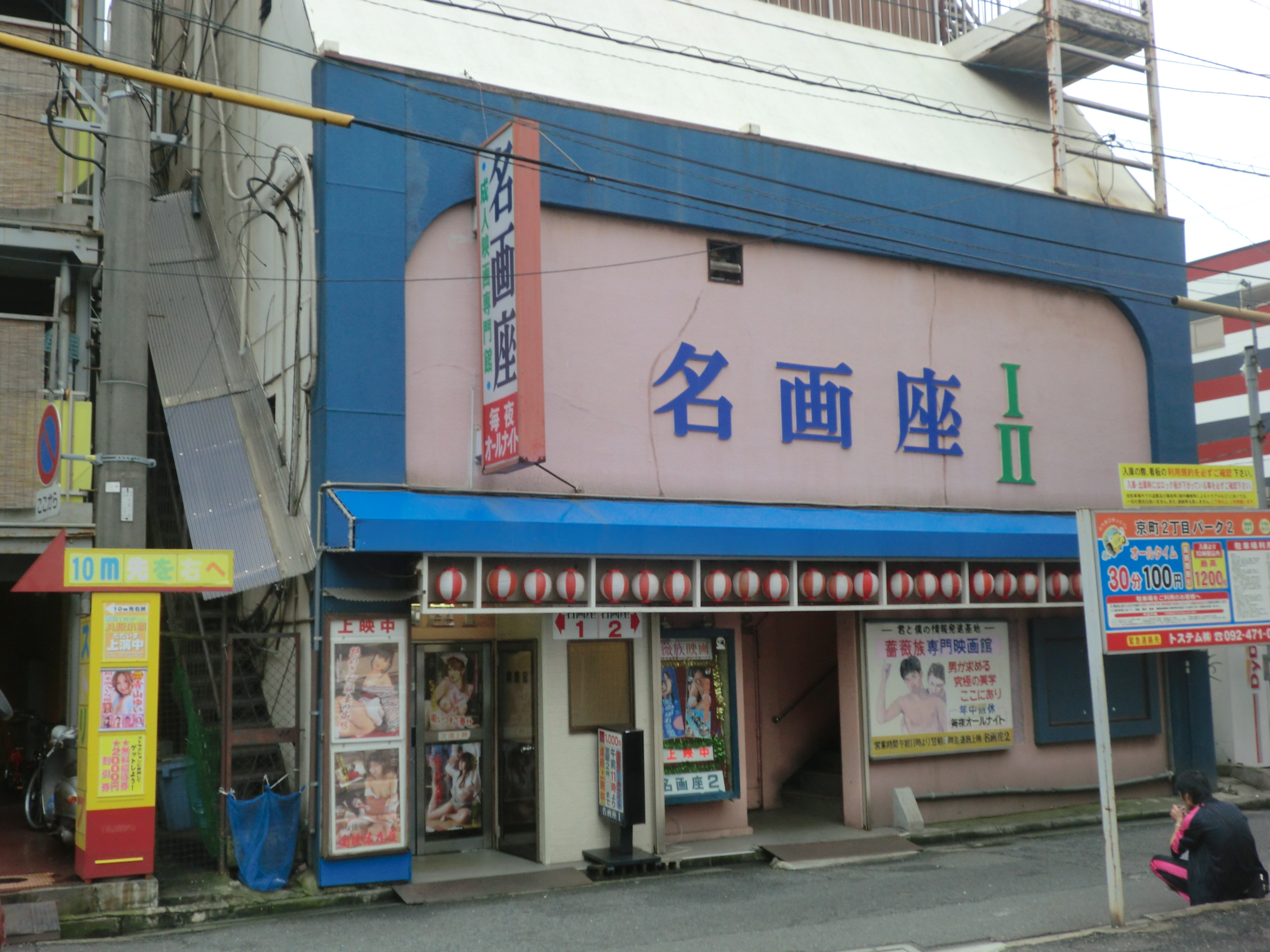
小倉名画座

北九州市小倉北区の紺屋町にもゲイバーが集まるエリアがあり、「Gclick」によるとゲイバーが21店、トータルで29店である。九州唯一のゲイ専門映画館「名画座」も有名。
熊本（下通）
熊本市は下通を中心にゲイバーが7店あり、その他のエリアを含めてゲイ関連施設がトータルで16ヶ所ある。
鹿児島
鹿児島市は天文館通停留場の南側を中心としたエリアなどにゲイバーが10、トータルで14店ある。

### 沖縄（桜坂）
那覇市のゆいレール・牧志駅西口にある歓楽街、桜坂にゲイ・タウンがある。桜坂は国際通りと平和通り(アーケード街)に直角に囲まれた南東エリアで、桜坂劇場や希望の丘公園に近い、桜坂中通りや桜坂通り、グランドオリオン通りを中心としたエリアにゲイ系店舗が29店（2013年1月）ほど集まっている。国際通りの北側や安里駅付近などにもゲイ施設があり、トータルすると36店ほどになる。那覇市全体ではゲイバー25、ゲイ系店トータルで39ヶ所、沖縄県全体ではゲイ系店が54ヶ所ある（2013年1月）。

### 日本のゲイタウン・ゲイスポット一覧
- 北海道 - 札幌市(すすきの界隈)
- 東北 - 青森市・弘前市・秋田市・八戸市・仙台市
- 関東
  - 東京 - 新宿二丁目・上野（主に7丁目と東上野）・浅草（主に2・3丁目）・新橋（主に3・4丁目）・池袋（西口・東口）・渋谷・中野・西新宿・大久保・高田馬場・代々木・蒲田・大井町（東大井）・八王子・高円寺・赤羽など。
  - その他 - 横浜（通称：野毛《又は桜木町》）、埼玉（西川口・浦和・川越）、千葉市、高崎市など。
- 中部・北陸 - 名古屋市（女子大小路/池田公園《栄4丁目界隈》・伏見駅周辺）、静岡市、金沢市など。
- 関西
  - 大阪市 - 堂山町・ミナミ（主に難波4丁目）・新世界
  - その他 - 京都市（河原町）・三宮・姫路
- 中国 - 広島市（主に流川町）・岡山市
- 四国 - 香川県高松市
- 九州 - 福岡市博多エリア（春吉・住吉）・北九州市小倉（主に紺屋町）・熊本市(下通)など。
- 沖縄 - 那覇市（桜坂）

### ゲイ関連の店舗数
| ゲイバーなどの店舗数 | ゲイバーなどの店舗数 | ゲイバーなどの店舗数 |
| 地域                 | 都道府県             | 数                   |
| -------------------- | -------------------- | -------------------- |
| 新宿二丁目エリア     | 東京都               | 263                  |
| キタ（堂山）         | 大阪府               | 112                  |
| ミナミ               | 大阪府               | 51                   |
| 名古屋               | 愛知県               | 50                   |
| 上野                 | 東京都               | 46                   |
| 博多                 | 福岡県               | 38                   |
| 札幌                 | 北海道               | 30                   |
| 横浜                 | 神奈川県             | 29                   |
| 大阪新世界           | 大阪府               | 29                   |
| 浅草                 | 東京都               | 27                   |
| 京都                 | 京都府               | 21                   |
| 池袋                 | 東京都               | 20                   |
| 那覇                 | 沖縄県               | 17                   |
| 小倉                 | 福岡県               | 16                   |
| 新橋                 | 東京都               | 15                   |
| 広島                 | 広島県               | 15                   |
| 岡山                 | 岡山県               | 13                   |
| 仙台                 | 宮城県               | 12                   |
| 静岡                 | 静岡県               | 11                   |
| 三宮                 | 兵庫県               | 10                   |
| 熊本                 | 熊本県               | 10                   |
| 青森                 | 青森県               | 8                    |
| 金沢                 | 石川県               | 7                    |
| 秋田                 | 秋田県               | 6                    |
| 高円寺               | 東京都               | 6                    |
| 姫路                 | 兵庫県               | 6                    |
| 千葉                 | 千葉県               | 5                    |
| 渋谷                 | 東京都               | 5                    |
| 新潟                 | 新潟県               | 5                    |
| 岐阜                 | 岐阜県               | 5                    |
| 松山                 | 愛媛県               | 5                    |
| 高知                 | 高知県               | 5                    |
| 宮崎                 | 宮崎県               | 5                    |
| 鹿児島               | 鹿児島県             | 5                    |
| 大井町               | 東京都               | 4                    |
| 蒲田                 | 東京都               | 4                    |
| 八王子               | 東京都               | 4                    |
| 函館                 | 北海道               | 3                    |
| 青森                 | 青森県               | 3                    |
| 八戸                 | 青森県               | 3                    |
| 郡山                 | 福島県               | 3                    |
| 水戸                 | 茨城県               | 3                    |
| 高崎                 | 群馬県               | 3                    |
| 西川口               | 埼玉県               | 3                    |
| 長野                 | 長野県               | 3                    |
| 浜松                 | 静岡県               | 3                    |
| 長崎                 | 長崎県               | 3                    |
| 大分                 | 大分県               | 3                    |
| 盛岡                 | 岩手県               | 2                    |
| 福島                 | 福島県               | 2                    |
| いわき               | 福島県               | 2                    |
| 宇都宮               | 栃木県               | 2                    |
| 小山                 | 栃木県               | 2                    |
| 浦和                 | 埼玉県               | 2                    |
| 川越                 | 埼玉県               | 2                    |
| 中野                 | 東京都               | 2                    |
| 赤羽                 | 東京都               | 2                    |
| 川崎                 | 神奈川県             | 2                    |
| 福井                 | 福井県               | 2                    |
| 松本                 | 長野県               | 2                    |
| 沼津                 | 静岡県               | 2                    |
| 四日市               | 三重県               | 2                    |
| 新大阪               | 大阪府               | 2                    |
| 明石                 | 兵庫県               | 2                    |
| 松江                 | 島根県               | 2                    |
| 福山                 | 広島県               | 2                    |
| 徳島                 | 徳島県               | 2                    |
| 別府                 | 大分県               | 2                    |
| その他（多数）       | 9                    | 1                    |

| ゲイバーの店舗数 （風俗、ビアンバー含めず） | ゲイバーの店舗数 （風俗、ビアンバー含めず） | ゲイバーの店舗数 （風俗、ビアンバー含めず） |
| 地域                                        | 都道府県                                    | 数                                          |
| ------------------------------------------- | ------------------------------------------- | ------------------------------------------- |
| 新宿二丁目                                  | 東京都                                      | 274                                         |
| 堂山                                        | 大阪府                                      | 154                                         |
| 上野                                        | 東京都                                      | 95                                          |
| 浅草                                        | 東京都                                      | 67                                          |
| 新橋                                        | 東京都                                      | 66                                          |
| 名古屋（栄4丁目・伏見駅）                   | 愛知県                                      | 63                                          |
| 博多                                        | 福岡県                                      | 62                                          |
| ミナミ（主に難波4丁目）                     | 大阪府                                      | 42                                          |
| 横浜（通称：野毛又は桜木町）                | 神奈川県                                    | 37                                          |
| 札幌                                        | 北海道                                      | 32                                          |
| 広島                                        | 広島県                                      | 30                                          |
| 新世界                                      | 大阪府                                      | 25                                          |
| 那覇（那覇市全体）                          | 沖縄県                                      | 25                                          |
| 池袋                                        | 東京都                                      | 21                                          |
| 小倉                                        | 福岡県                                      | 21                                          |
| 京都                                        | 京都府                                      | 17                                          |
| 仙台                                        | 宮城県                                      | 14                                          |
| 岡山                                        | 岡山県                                      | 13                                          |
| 静岡                                        | 静岡県                                      | 10                                          |
| 金沢                                        | 石川県                                      | 9                                           |
| 松山                                        | 愛媛県                                      | 9                                           |
| 渋谷                                        | 東京都                                      | 8                                           |
| 浜松                                        | 静岡県                                      | 8                                           |
| 高知                                        | 高知県                                      | 8                                           |
| 高松                                        | 香川県                                      | 7                                           |
| 熊本                                        | 熊本県                                      | 7                                           |
| 中野                                        | 東京都                                      | 6                                           |
| 姫路                                        | 兵庫県                                      | 6                                           |

| ゲイ関連トータル店舗数 （ビアン系含めず）            | ゲイ関連トータル店舗数 （ビアン系含めず） | ゲイ関連トータル店舗数 （ビアン系含めず） |
| 地域                                                 | 都道府県                                  | 数                                        |
| ---------------------------------------------------- | ----------------------------------------- | ----------------------------------------- |
| 新宿二丁目                                           | 東京都                                    | 402                                       |
| 堂山                                                 | 大阪府                                    | 230                                       |
| 上野                                                 | 東京都                                    | 123                                       |
| 博多                                                 | 福岡県                                    | 91                                        |
| 名古屋（栄4丁目・伏見駅）                            | 愛知県                                    | 82                                        |
| 浅草                                                 | 東京都                                    | 80                                        |
| 新橋                                                 | 東京都                                    | 74                                        |
| ミナミ                                               | 大阪府                                    | 60                                        |
| 横浜                                                 | 神奈川県                                  | 53                                        |
| 札幌                                                 | 北海道                                    | 51                                        |
| 池袋                                                 | 東京都                                    | 37                                        |
| 広島                                                 | 広島県                                    | 37                                        |
| 新世界                                               | 大阪府                                    | 32                                        |
| 京都                                                 | 京都府                                    | 30                                        |
| 小倉                                                 | 福岡県                                    | 29                                        |
| 桜坂（那覇・桜坂＋その周辺では36、那覇市全体では39） | 沖縄県                                    | 29                                        |
| 中野                                                 | 東京都                                    | 25                                        |
| 仙台                                                 | 宮城県                                    | 21                                        |
| 岡山                                                 | 岡山県                                    | 21                                        |
| 三宮                                                 | 兵庫県                                    | 19                                        |
| 西新宿（新宿駅西口）                                 | 東京都                                    | 18                                        |
| 歌舞伎町                                             | 東京都                                    | 17                                        |
| 熊本                                                 | 熊本県                                    | 16                                        |
| 渋谷                                                 | 東京都                                    | 15                                        |
| 北新宿／大久保                                       | 東京都                                    | 14                                        |
| 金沢                                                 | 石川県                                    | 14                                        |
| 高松                                                 | 香川県                                    | 11                                        |
| 高田馬場                                             | 東京都                                    | 10                                        |
| 静岡                                                 | 静岡県                                    | 10                                        |
| 松山                                                 | 愛媛県                                    | 10                                        |
| 代々木                                               | 東京都                                    | 9                                         |
| 大井町（東大井）                                     | 東京都                                    | 5                                         |
| 蒲田                                                 | 東京都                                    | 5                                         |
| 八王子                                               | 東京都                                    | 5                                         |
| 高円寺                                               | 東京都                                    | 4                                         |
| 六本木                                               | 東京都                                    | 2                                         |
| 赤羽                                                 | 東京都                                    | 2                                         |

- 初期表示の同数内、ソート結果は、全国地方公共団体コード順、同一区内ではウィキペディアの地域テンプレートでの記載順。

## 世界の主なゲイ・タウン
- 台湾
  - 台北

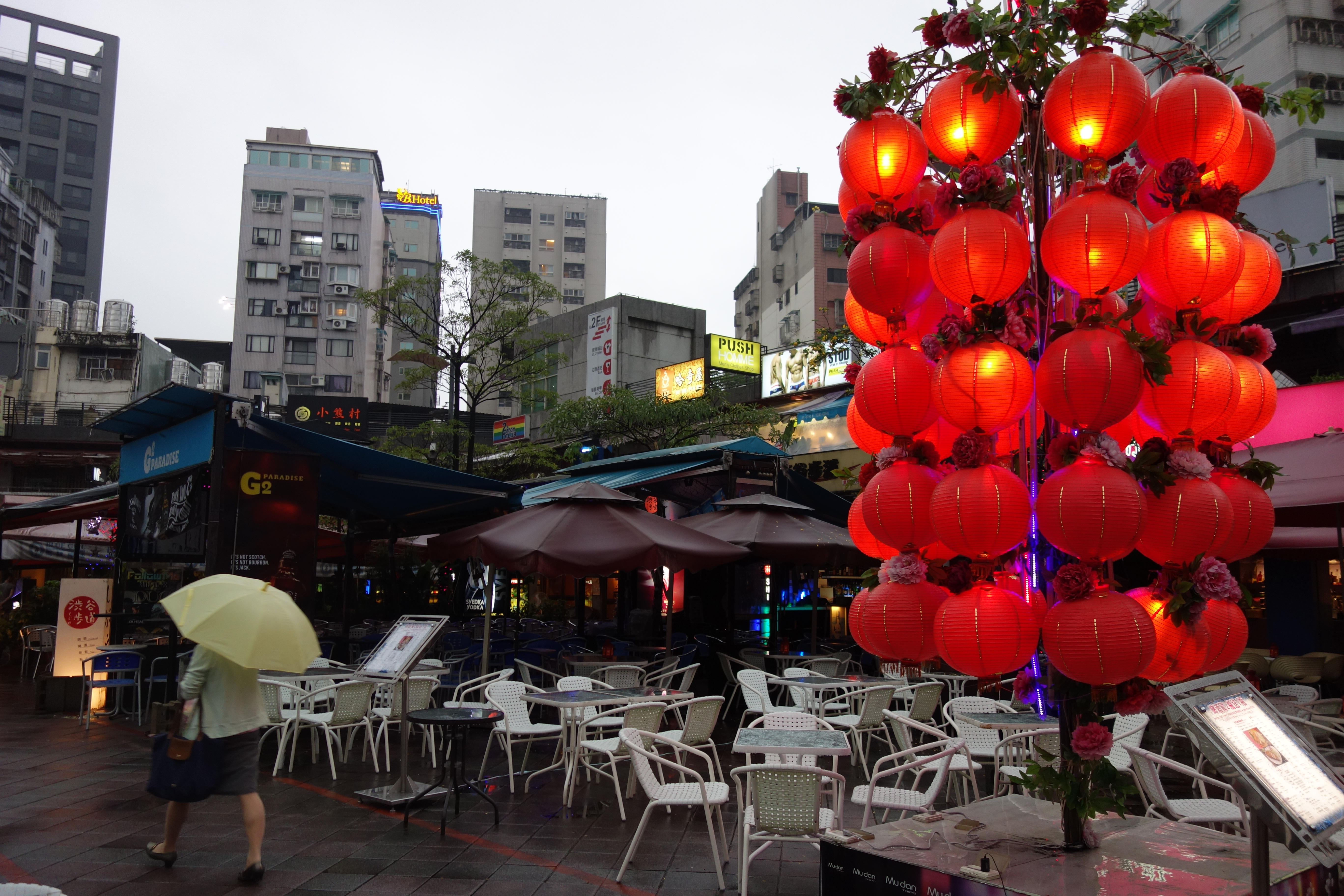
西門紅樓 南広場
台湾・台北市

    - 西門町・西門紅楼（南広場）、二二八和平公園

  - 台中
  - 高雄
- 韓国
  - 鐘路（チョンノ）
  - 梨泰院（イテウォン）
- フランス
  - マレ地区（Le Marais）（パリ）
- イギリス
  - ブライトン
  - ソーホ（ロンドン）
- ドイツ
  - ノレンドルフプラッツ（Nollendorfplatz）（ベルリン）
- スペイン
  - チュエカ地区（マドリード ）
  - シッチェス （バルセロナ）
- ギリシャ
  - ミコノス島
- アメリカ合衆国
  - カリフォルニア州
    - サンフランシスコ - カストロ - サンフランシスコ市はゲイ人口比率が全米で最も高い[38][39]。
    - ロサンゼルス - ウェスト・ハリウッド
    - パームスプリングス - 現市長もゲイであることを公言している

  - ニューヨーク州
    - ニューヨーク市 - チェルシー、クリストファー通り（Christopher Street）、グリニッジ・ヴィレッジ
    - ファイアー・アイランド（Fire Island Pines） - ニューヨーク市郊外のリゾート地

  - マサチューセッツ州
    - プロビンスタウン - 全米屈指のゲイ・リゾート

  - ハワイ州
    - カイマナビーチ（ホノルル）
- カナダ
  - デビー・ビリッジ（Davie Village）（バンクーバー）
  - チャーチ/ウェルズレー（Church and Wellesley）（トロント）
- メキシコ
  - ソナ・ロサ（Zona Rosa）（メキシコシティ）
- オーストラリア
  - キングスクロス、サリーヒルズ、オックスフォード通り（Oxford Street）（シドニー）
  - コリンウッド、サウスヤラ（メルボルン）